# Litori de Benevent
Litori de Benevent (Litorius Λιτώριος) va ser un cirurgià veterinari romà, nadiu de la ciutat de Benevent, de la regió del Samni, famós per haver descobert un remei pel borm, una malaltia dels equins. No hi ha dades precises sobre el moment en què va viure, es creu que probablement va viure al segle iv o bé al segle v; Anne McCabe el data entre el 100 aC i el 350 dC, un extens període en el temps.
Els seus escrits versen sobre malalties que afectaven els cavalls i els equins en general, però en termes generals la seva obra ha arribat fragmentàriament a través d'altres autors posteriors o bé amb citacions en obres sobre cirurgia veterinària. No obstant no tenir-ne gaires dades, és considerat des d'antic com a celeberrimus medicus, pràcticament al mateix nivell d'Hipòcrates i Galè, gràcies als seu descobriment del remei contra el borm, una malaltia bacteriana que afecta els equins. Tenim noticia d'aquest fet gràcies a la citació per part de Pelagoni de Salona i també en la traducció de l'obra anomenada Hippiatrika. De fet, altres dels seus escrits tracten els símptomes de les contagioses que afectaven els cavalls, molt temudes per les persones de l'època. Part del remei pel borm va ser copiat per Apsirt, probablement la font original de Pelagoni, qui de fet defineix de forma anacrònica a Litori com un membre del rang senatorial.
Posteriorment a l'edat mitjana va ser inclòs en un llistat d'autors napolitans de la mà de Bernardino Tafuri, l'any 1005. Durant el Renaixement, els seus escrits van ser publicats juntament amb d'altres autors antic. El 1530 a París en llengua llatina pel francès Jean de la Ruelle, i més tard en llengua grega el 1537 de la mà de Simon Grynaeus a Basilea. Finalment, del grec es va traduir a l'italià a Opera della Medicina de'Cavalli composta da diversi antichi Scrittori, que va ser publicada a Venècia per Michele Tramezzino el 1548.